# 7678 Onoda
7678 Onoda eller 1996 CW2 är en asteroid i huvudbältet som upptäcktes den 15 februari 1996 av den japanska astronomen Akimasa Nakamura vid Kuma Kogen-observatoriet. Den är uppkallad efter den japanska staden Onoda.
Den tillhör asteroidgruppen Veritas.